# سانتوس بينافايدز
سانتوس بينافايدز هو مربي ماشية وسياسي أمريكي، ولد في 1 نوفمبر 1823 في لاريدو في الولايات المتحدة، وتوفي في 9 يناير 1891.